# Belphégor ou le Fantôme du Louvre
Pour les articles homonymes, voir Belphégor.
Belphégor ou le Fantôme du Louvre ou Belphégor est un mini-feuilleton français en quatre épisodes de 70 minutes, en noir et blanc, créé, écrit et dirigé par Claude Barma, adapté par Jacques Armand d'après le roman d'Arthur Bernède. Il a été diffusé pour la première fois du 6 au 27 mars 1965 sur la première chaîne de l'ORTF. L'audience – exceptionnelle pour l'époque – est de 10 millions de téléspectateurs pour une population française de 48 millions, dont seuls 40 % possèdent un téléviseur.
Au Québec, le feuilleton a été diffusé dans un format de treize épisodes à partir du 5 juin 1965 à la Télévision de Radio-Canada sous le titre Le Fantôme du Louvre.

## Synopsis

Les principaux rôles
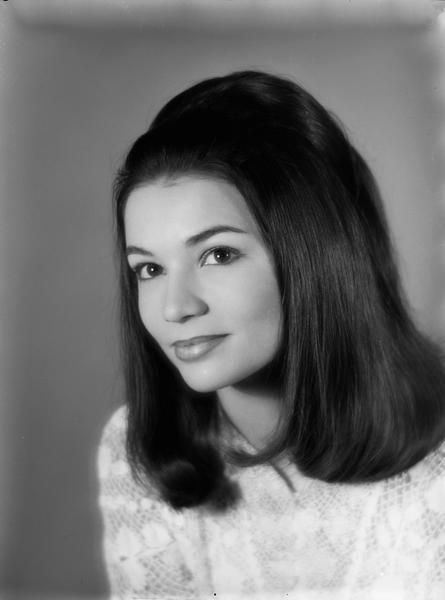
Christine Delaroche : Colette Ménardier
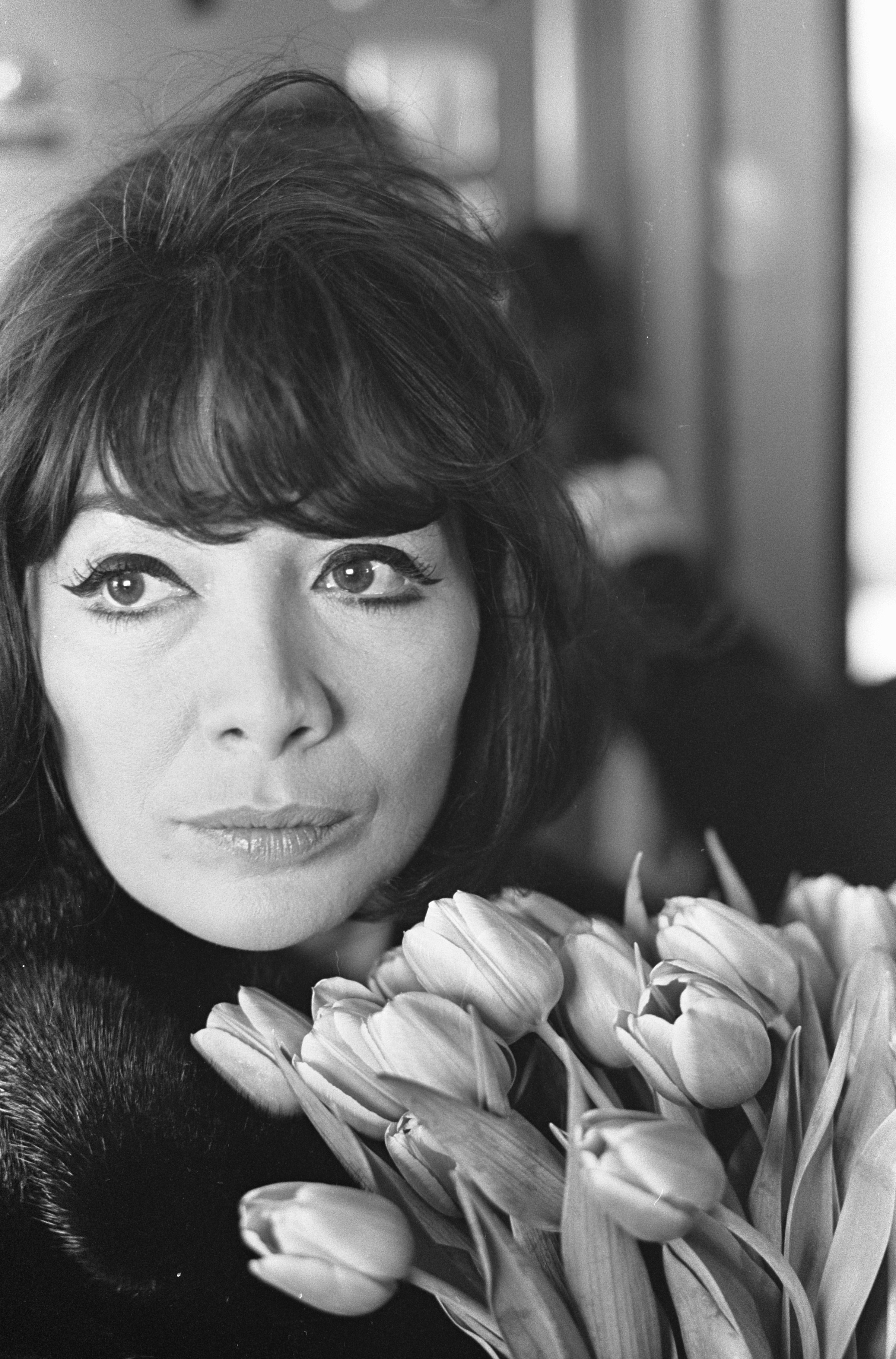
Juliette Gréco : Laurence et Stéphanie
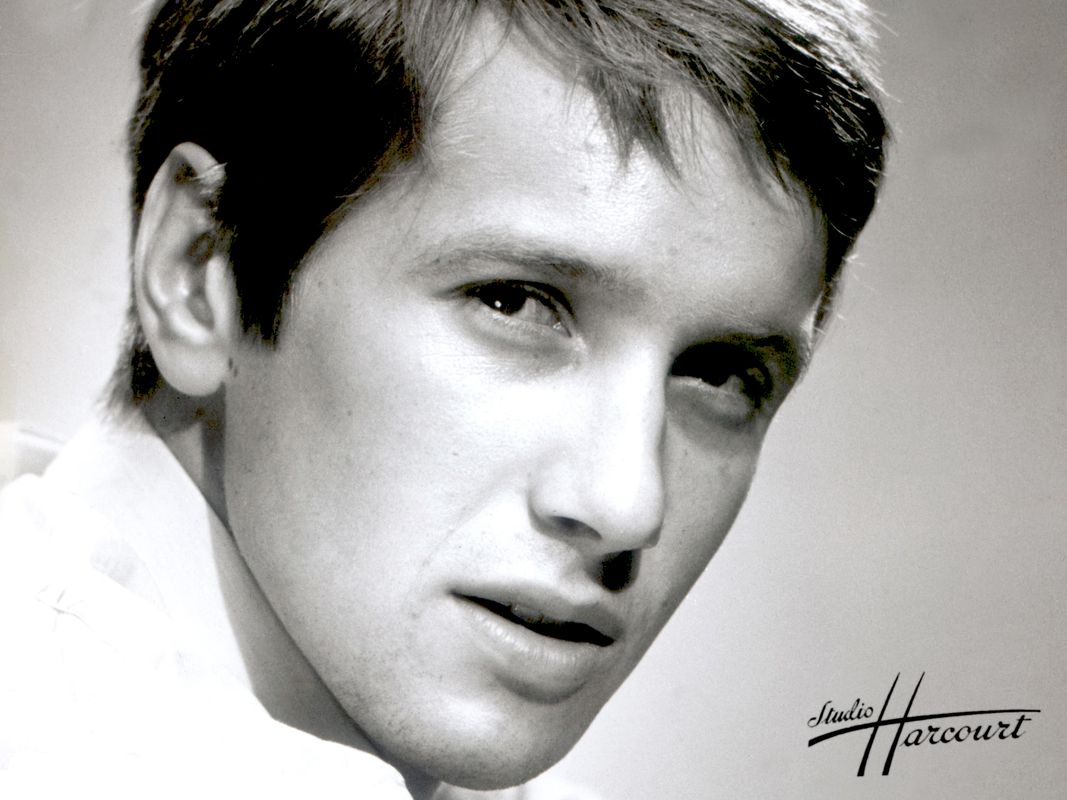
Yves Rénier : André Bellegarde Le jeune enquêteur
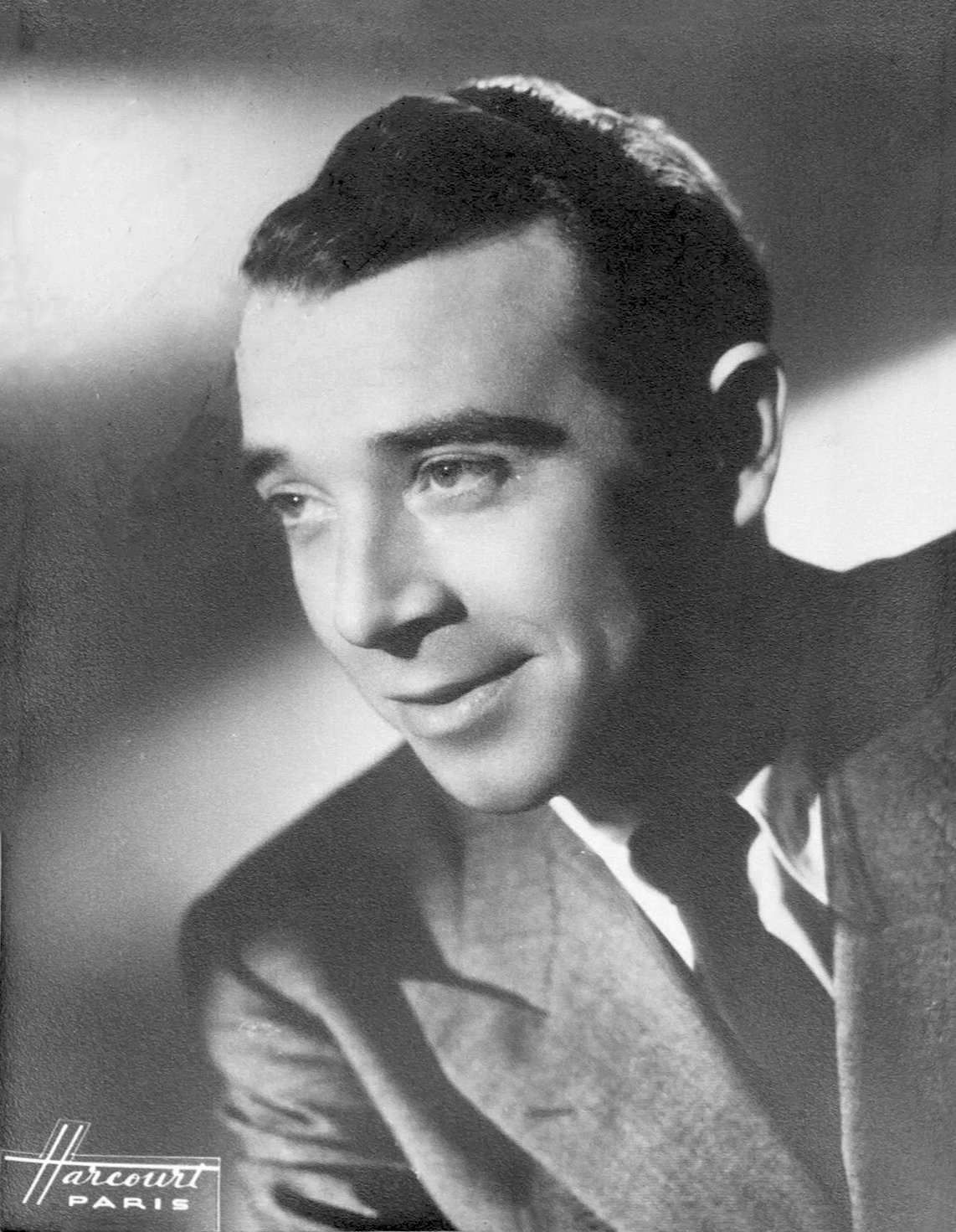
René Dary : Le commissaire Ménardier
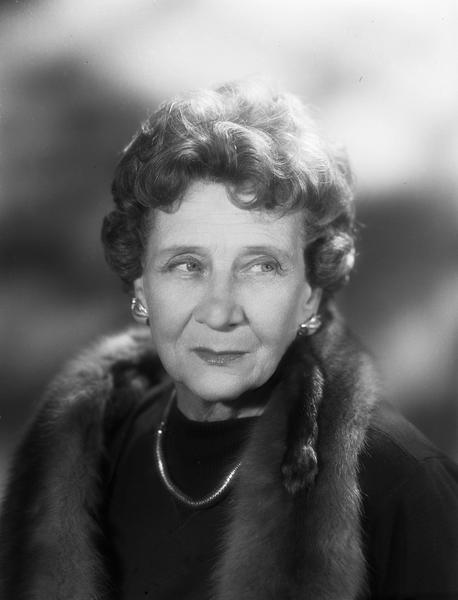
Sylvie : Lady Hodwin
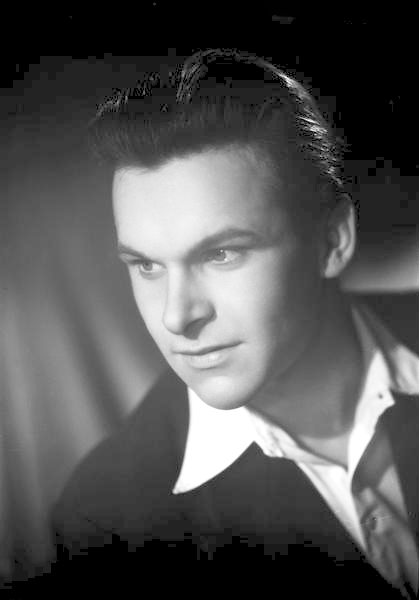
François Chaumette : Boris Williams

Paris, été 1964. Un fantôme vêtu d'une longue robe noire, Belphégor, hante, la nuit, le département d'égyptologie du musée du Louvre. Disparitions, agressions, tentatives d'assassinat et morts suspectes se succèdent. La police s'avère impuissante. Un jeune étudiant, André Bellegarde, veut percer ce mystère. Dans une ambiance étrange, il mène, avec le commissaire Ménardier dont il aime la fille Colette, une enquête aux multiples péripéties. Elle le conduit sur la piste de Boris Williams, fils de l'excentrique Lady Hodwin, ancienne cantatrice aussi généreuse que riche. Cet individu féru d'occultisme n'hésite pas à tuer sa mère, qui désapprouve ses intentions devenues criminelles : il veut s'emparer du secret des Rose-Croix – le prodigieux « métal de Paracelse » – pour assouvir son goût du pouvoir et dominer le monde. Il se fait aider de Laurence Borel - un médium qu'à son insu il a transformé en Belphégor – et de sa sœur jumelle prétendument décédée, Stéphanie. Apprenant la vérité, Laurence, désespérée et par ailleurs amoureuse d'André, se suicide. Ménardier arrête Williams. André et Colette se marieront. Héritiers des phonographes de Lady Hodwin, ils ne pourront oublier Belphégor.

### Épisode 1 - Le fantôme du Louvre
Une nuit, dans les salles d'antiquités égyptiennes du musée du Louvre, le gardien Gautrais entend un bruit mécanique. Puis il voit apparaître un individu étrange, vêtu d'une longue robe noire et portant un masque de cuir. Il fait feu, en vain. Le fantôme s'intéressait à la statue de Belphégor, un dieu moabite qui préside au mal. Le témoignage de Gautrais, alcoolique notoire que ses collègues ont surnommé Glouglou, suscite le scepticisme. Toutefois, pour éviter une intervention de la police, on double l'effectif des gardiens dès la nuit suivante. Mais au matin, leur chef Sabourel est découvert assassiné.
Un jeune étudiant en physique venu de Bordeaux, André Bellegarde, se passionne pour l'affaire. Il se laisse enfermer au Louvre avec Colette, une jeune fille qu'il a croisée par hasard l'après-midi même. En pleine nuit, ils entendent un ronflement de moteur. Un jeune garçon vient s'agenouiller devant la statue de Belphégor, sur laquelle il souffle à plusieurs reprises une poudre mystérieuse. Le spectre surgit, blesse légèrement André au bras mais s'enfuit à l'arrivée des surveillants et du commissaire Ménardier, père de Colette.
Devenu célèbre du jour au lendemain, André est abordé par une femme énigmatique, Laurence Borel. Elle l'invite chez lui et, aguicheuse, cherche à le séduire. Cela provoque la jalousie de Colette, éprise de lui.
Un soir, le commissaire Ménardier reçoit chez lui un appel téléphonique de Belphégor lui demandant d'aller au Vésinet. Dans un pavillon cossu, il fait la connaissance de Lady Hodwin, une ancienne cantatrice excentrique jadis surnommée Lady phonographe, qui vit entourée de souvenirs. Elle lui affirme que l'identité de Belphégor, innocent, doit rester secrète. Elle l'invite à abandonner ses recherches et profère même des menaces contre sa fille. Ménardier refuse ce chantage. Peu après, sortant avec André d'une séance de cinéma, Colette perd connaissance dans des circonstances inexpliquées. A-t-elle été agressée ?

### Épisode 2 - Le secret du Louvre
Ménardier inculpe Lady Hodwin mais doit la libérer sur intervention de l'ambassadeur de Grande-Bretagne. Finalement, la vieille dame et le commissaire s'avouent leur sympathie mutuelle.
Une nuit, en faction au Louvre, Ménardier entend le bruit déjà perçu par Gautrais et André. Le fantôme apparaît. Ménardier s'apprête à l'arrêter mais un filet tombe sur lui et l'immobilise. Belphégor s'enfuit.
Laurence conduit André à un dîner mondain chez Boris Williams, un homme sombre féru d'occultisme. La conversation tourne vite autour de Belphégor, dont la presse s'est emparée. André fait part aux convives de son interrogation sur la vraie nature du fantôme, son impassibilité mêlée de vulnérabilité et les moyens de s'en saisir. Ces propos indisposent Williams.
Colette est enlevée. Assise dans un fauteuil roulant, endormie au chloroforme, elle est emmenée à la tour Eiffel par un couple déguisé en infirmiers, qui menace de la précipiter dans le vide depuis le 2e étage. Par cette mise en scène, son père est sommé d'abandonner l'enquête.
Au musée du Louvre, lors de l'habituel nettoyage des statues antiques, un gardien laisse fortuitement tomber de l'eau dans un sarcophage. Gautrais constate qu'elle s'écoule par le fond. La nuit suivante, André et lui trouvent, dissimulé sur le socle de la tombe, un bouton qui actionne une plateforme intérieure mobile dont le bruit a été entendu avant chaque apparition du fantôme. Grâce à ce mécanisme, ils découvrent une pièce souterraine secrète conduisant aux anciennes galeries du palais de Philippe-Auguste. Plus loin, dans une cave aménagée en laboratoire, ils voient Williams éveiller le fantôme avant de l'envoyer au musée pour « rapporter un secret ». Une fois remontés, ils aperçoivent Belphégor faire des passes magnétiques sur sa statue éponyme, qui devient luminescente. Selon André, cette irradiation d'origine inconnue provient du « métal de Paracelse ». Le fantôme s'enfuit.
Résolu à en savoir plus, André s'introduit dans le sarcophage et descend dans les souterrains du Louvre. Il a demandé à Gautrais de le rejoindre d'ici trois jours au café où ils ont leurs habitudes, face à la Colonnade du Louvre. Sans nouvelles, Gautrais s'inquiète. Il déclenche le mécanisme et voit de l'eau provenir du sous-sol inondé. La police fait intervenir un homme-grenouille, qui remonte le portefeuille d'André. Tout d'abord introuvable, ce dernier donne rendez-vous par téléphone à Gautrais au lieu convenu. Là, il lui déclare tout savoir mais ne rien pouvoir dire.

### Épisode 3 - Les Rose-Croix
Interrogé par la police, André refuse de parler. Ménardier le fait surveiller, espérant appréhender Belphégor.
Williams conduit Colette dans une vaste et déserte boutique de luminaires où l'attend Lady Hodwin. Cette dernière la charge d'informer André qu'il ne sera en sécurité que chez elle, au Vésinet. Une fois Colette partie, la vieille dame s'explique avec Williams, qui n'est autre que son fils. Elle désapprouve ses agissements devenus criminels. Comme elle persiste à vouloir contrecarrer ses plans, il l'étrangle.
Informé par une lettre anonyme, Ménardier part en province chez le couple Hiquet, les parents de Laurence. Il apprend que sa sœur jumelle, Stéphanie, est décédée six mois plus tôt à 31 ans. Monsieur Hiquet, un brave homme aussi érudit que son épouse est revêche, offre au commissaire un vieux document où est écrit le nom des Rose-Croix. Sur le chemin du retour, un arbre s'abat sur la voiture de Ménardier, qui manque d'être écrasé.
De son côté, André tombe dans la Seine mais s'en sort indemne. On évoque une tentative de suicide, qu'André nie en invoquant un malaise dû à la fatigue. Ménardier et lui s'informent mutuellement du résultat de leurs découvertes. André sait que le document remis au commissaire est une affiche placardée dans les rues de Paris en 1662, qui passa pour un canular. Les Rose-Croix sont une société philosophique secrète détenant de prodigieuses connaissances, dont celle du « métal de Paracelse » qui possède toutes les propriétés, de l'or au radium, et permettrait de dominer le monde. Un morceau de ce métal se trouve au Louvre, dissimulé dans la statue de Belphégor. Ménardier précise à André que les archives des Rose-Croix sont tombées entre les mains de malfaiteurs dirigés par Williams. Il ajoute que Laurence est impliquée dans ce complot.
Laurence apprend à André que Belphégor est un médium qui agit sous hypnose, d'où son sang-froid imperturbable. Elle confirme que son père et elle ont divulgué à des non-initiés le secret du « métal de Paracelse ». Fuyante, elle refuse d'en dire plus.
Chez Laurence, André rencontre Stéphanie, sa sœur jumelle toujours en vie. Belphégor survient mais s'enfuit en abandonnant sa robe noire. Parti à sa poursuite, André est capturé par des hommes à la solde de Williams. Dans une gare de triage déserte, attaché au tampon d'un wagon de marchandises, il échappe de justesse à la mort.
Vu l'insuffisance des résultats, le commissaire Ménardier est dessaisi de l'enquête.
Le costume de Belphégor ayant été trouvé chez elle, Laurence, devenue suspecte, est incarcérée. André lui promet de la faire libérer.
Le directeur de sa banque informe André que, depuis quelque temps, des sommes aussi fortes qu'inexplicables sont versées sur son compte, ce qui en fait un client indésirable. Au vu d'une enveloppe qu'il subtilise, André comprend que Williams envoie en son nom des chèques falsifiés. Il remonte la piste et arrive dans un cimetière de voitures où, de nouveau, les sbires de Williams s'emparent de lui.

### Épisode 4 - Le rendez-vous du fantôme
Aidé de Colette, André parvient à s'échapper.
Williams déclare son amour à Laurence, sortie de prison. En réponse, elle le menace de rompre toute relation s'il ne lui montre pas Belphégor. Le fantôme lui apparaît. Elle arrache son masque et découvre le visage de sa sœur jumelle Stéphanie.
Ménardier – homme veuf – aimerait refaire sa vie avec une galeriste qu'il fréquente depuis cinq ans. Il lui confie que sa mise à l'écart de l'enquête n'était qu'un stratagème pour agir plus efficacement.
Belphégor envoie à Ménardier un télégramme ainsi rédigé : « Venez seul cette nuit au Louvre, j'y serai ». Gautrais et André reçoivent le même message. À minuit, le fantôme surgit. Quelqu'un lui tire dessus (Williams ?). Sous la robe de Belphégor, on découvre Stéphanie. Gravement blessée, elle est hospitalisée. Mais le commissaire n'est pas dupe de la supercherie : Williams a substitué Stéphanie à la personne incarnant d'ordinaire le fantôme.
Aidé de Ménardier, André apprend d'un des hommes de main de Williams qu'il se cache à Cormeilles-en-Parisis. Il s'y rend de nuit. Williams propose à André de tout lui révéler. Mais après avoir tenté de le faire assassiner par l'un de ses complices, il parvient à fuir.
Dans le sous-sol d'un immeuble en construction, Laurence tente de nouveau d'échapper à Williams. Ce dernier lui avoue son intérêt moins pour le « métal de Paracelse » que pour l'exercice du pouvoir occulte, auquel il a pu se livrer en éveillant Belphégor. Il lui révèle que ce dernier, donc le meurtrier de Sabourel, n'est autre qu'elle-même. En plongeant Laurence dans un état cataleptique, il a permis à Belphégor, caché dans son subconscient, de révéler la nature profonde et foncièrement mauvaise de la jeune femme. Bouleversée, Laurence s'enfuit. La police, Ménardier et André arrivent sur le chantier. Ils somment Williams de se rendre. Ménardier arrête Williams, qui crie à Laurence d'en finir avec la vie. Désespérée, incapable d'entendre André qui l'appelle à la raison, elle se jette dans le vide du haut d'une poutre métallique et se tue.
André et Colette décident de se marier mais ils ont du mal à oublier leurs aventures. Par testament, Lady Hodwin, qui a déjà institué plusieurs associations caritatives légataires universels, offre sa collection de phonographes à André et Colette, 5 000 livres à Stéphanie et un château en Écosse à Gautrais. Méfiante, Colette conseille à André de refuser mais il lui affirme que Lady Hodwin « est le seul personnage sympathique de toute cette histoire ».

## Distribution
- Juliette Gréco : Laurence Borel / Belphégor et sa sœur jumelle Stéphanie Hiquet
  - Isaac Alvarez : Belphégor (doublure)
- Yves Rénier : André Bellegarde
- Christine Delaroche : Colette Ménardier
- René Dary : le commissaire principal René Ménardier
- François Chaumette : Boris Williams
- Sylvie : Lady Hodwin
- Paul Crauchet : le gardien Gautrais
- Marguerite Muni : Louise Gautrais, matelassière
- René Alone : Doublet
- Yves Bureau : Ménard
- Jacky Calatayud : l'enfant
- Paul Cambo : Parusseau
- Jean Champion : l'indicateur
- Raymond Devime : le majordome de Lady Hodwin
- André Dumas : Bertrand
- Germaine Ledoyen : Mme Pinolet
- Jean Michaud : Aubry
- Pierre Palau : Graindorge
- Pierre Réal : Ravon
- Christian Rémy : Marc
- Georges Staquet : Folco
- Étienne De Swarte : Sabourel
- Jacques Berger : Docteur Bellay
- Robert Burnier : Docteur Marbeau
- Andrée Champeaux : Mme Balagnac
- André Chanal : Robby
- François Chodat : Dumas
- Cécile d'Estrée : France
- Christine Elsen : une invitée
- Med Hondo : Gaillac
- Éliane d'Ivry : l'infirmière
- Jean Landier : Charmet
- Micheline Luccioni : Sarah
- Pascal Mazzotti : Loustanneau (sous le nom de "Pascal Mazotti")
- Danielle Meyer : la soubrette
- Nathalie Nerval : Olga
- Hubert Noël : Hansdoffer
- Lionel Vitrant : l'homme-grenouille
- Nicolas Vogel : Bernard Charel
- Philippe Chauveau : Bassereau
- Nicole Desailly : la surveillante de prison
- Jacques Dynam : Coudreau
- Robert Fischer : le gérant
- Maurice Gauthier : Grué
- Lucienne Le Marchand : la concierge
- Sylvain Lévignac : Roux
- Robert Lombard : Volot
- Christian Lude : Robert Hiquet
- Roger Lumont : le docteur
- Angelo Malaperdas : Julien
- Jean Mauvais : Duart
- Alain Mottet : Delma
- Pierre Parel : l'hercule
- Marcelle Ranson : Marie Hiquet
- Guy Sauval : le laitier
- Jean-Jacques Steen : Dumont
- Martin Trévières : Bergo
- Jean-Pierre Zola : Cacherot
- Héléna Bossis : Irène Nando, galeriste de « La Palette Bleue » et maîtresse du commissaire Ménardier
- Madeleine Cheminat : une voisine du vieux monsieur (non créditée)
- Claude Guillaume : l'ouvreuse
- Jean Topart (non crédité au générique) : le récitant du prologue.

## Fiche technique
- Titre : Belphégor ou le Fantôme du Louvre
- Réalisation : Claude Barma
- Adaptation et scénario : Jacques Armand
- Participation au scénario : Claude Barma
- D'après le roman d'Arthur Bernède
- Sociétés de production : Office de radiodiffusion télévision française et SN Pathé Cinéma
- Musique originale : Antoine Duhamel
- Directeur de la photographie : Jacques Lemare
- Création des décors : Maurice Valay

## Épisodes
Les dates de diffusion originale figurent entre parenthèses
1. Le Louvre (6 mars)
2. Le Secret du Louvre (13 mars)
3. Les Rose-Croix (20 mars)
4. Le Rendez-vous du fantôme (27 mars)

### Découpage alternatif
D'une durée totale proche de 4 h 30, le feuilleton est parfois découpé en treize épisodes intitulés comme suit :
1. Les Rendez-vous du fantôme
2. Le Louvre
3. Belphégor attaque
4. Ménardier dans l'impasse
5. Le Guet-apens
6. Le Secret du Louvre
7. La Veuve de 4 heures du matin
8. Le Secours aux noyés
9. Bellegarde se fâche
10. L'Homme au chien
11. La Lumière noire
12. PS : Soyez là à minuit
13. Le Voile se déchire

## Commentaires

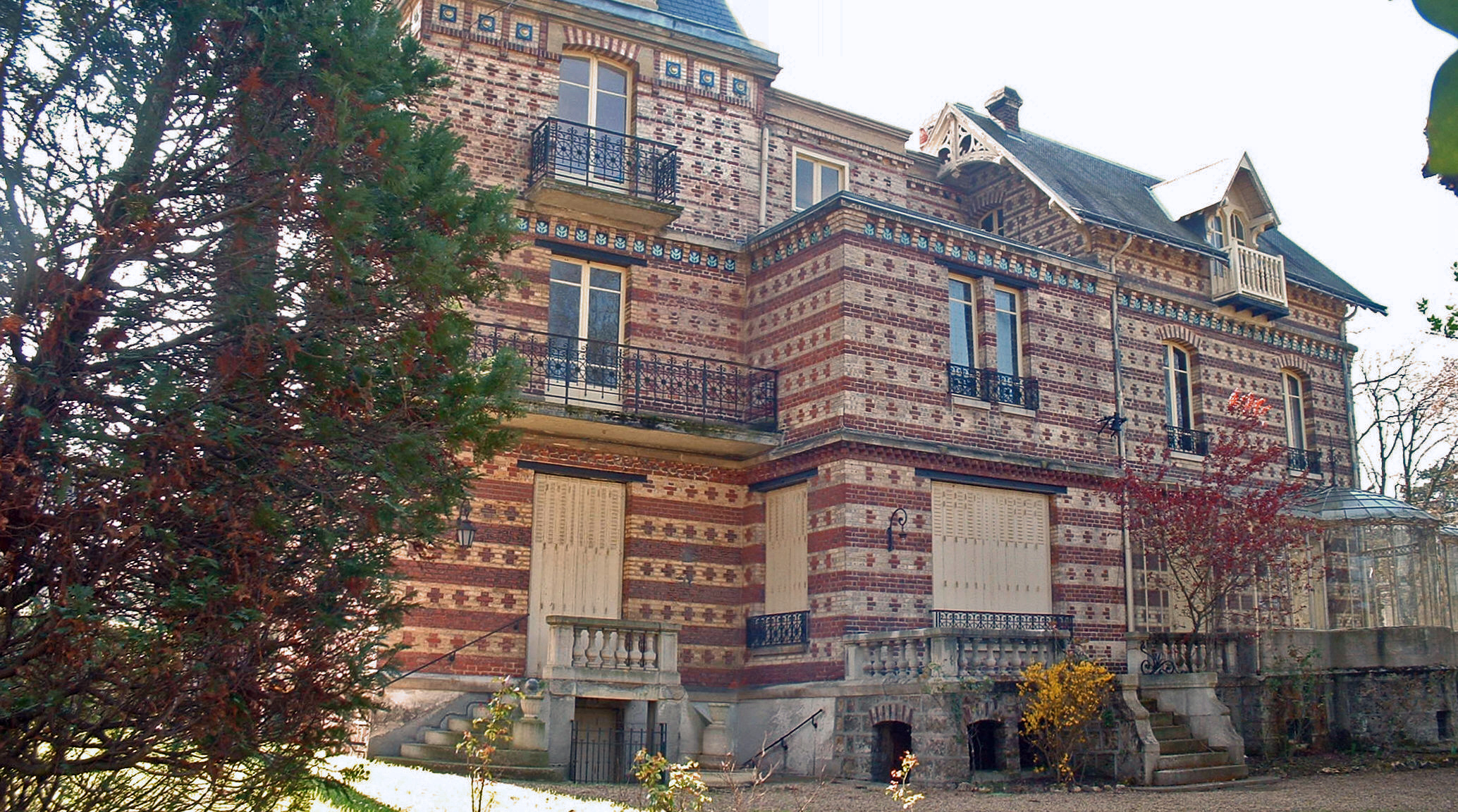
Un pavillon du Vésinet : la maison de Lady Hodwin.

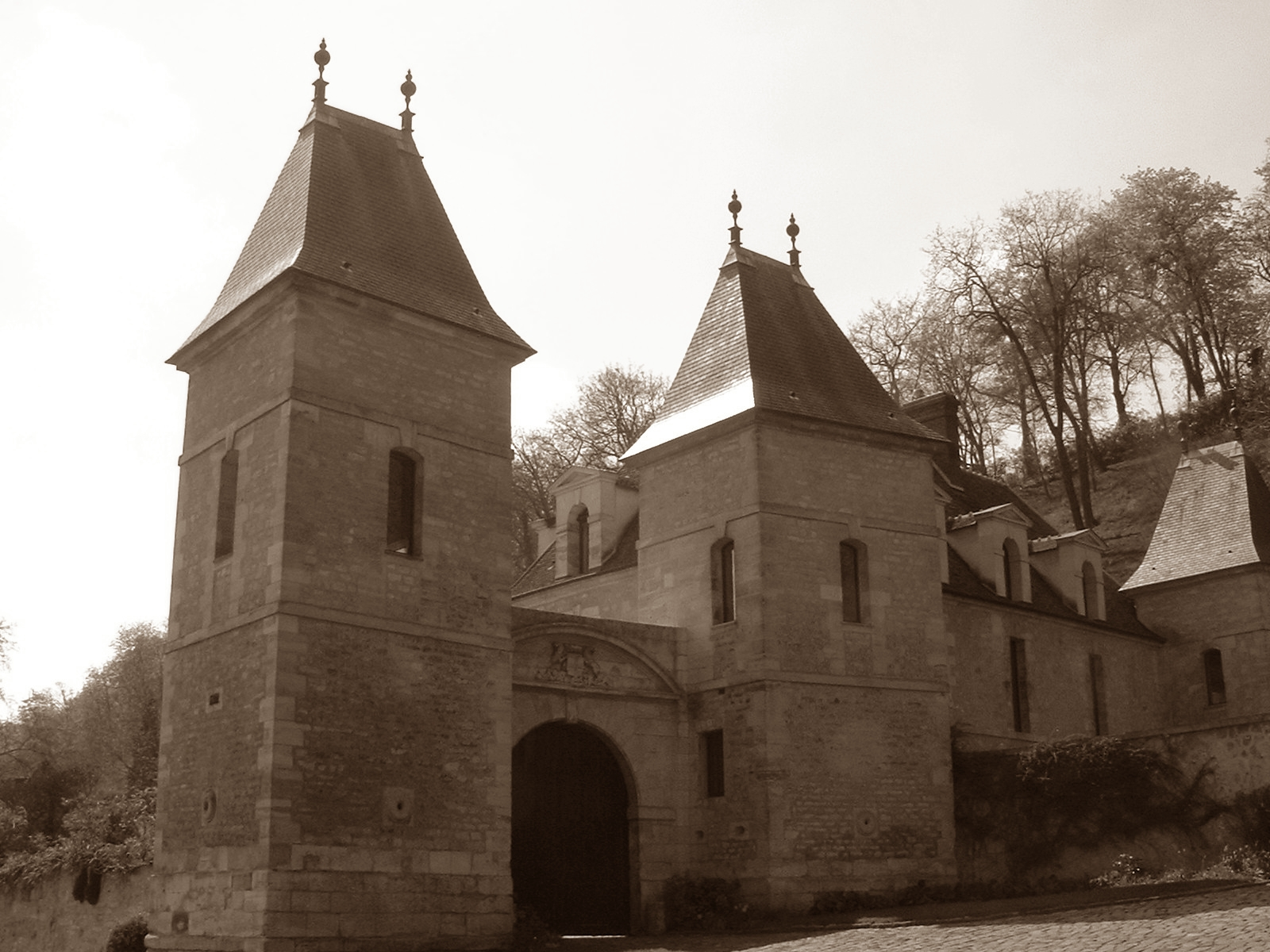
Le Château de Médan : la demeure de Boris Williams.

### Tournage
Belphégor est incarné par le mime Isaac Alvarez, qui apparaît aussi comme majordome lors du dîner chez Williams.
Claude Barma a actualisé l'intrigue en y ajoutant une touche d'ésotérisme. Ainsi le but de Belphégor n'est plus de retrouver le trésor des Rois de France mais de s'emparer d'un secret des Rose-Croix, le métal de Paracelse.
Dans le prologue, le vieillard rencontré par André est une transposition française de Charles Fort (qu'évoquent Jacques Bergier et Louis Pauwels dans « Le Matin des magiciens »), collectionneur de « faits maudits » - ceux du « Livre des damnés » y sont d'ailleurs cités.
Peu de séquences ont été tournées au musée du Louvre, en raison du veto mis par le ministre de la Culture André Malraux.  Les salles ont été recréées aux studios de Saint-Maurice avec des moulages de statues de provenances diverses. On aperçoit même une copie du David de Michel-Ange, conservé à Florence. Ce décor hétéroclite s'inspire du « plan Verne », qui se met alors en place afin de restructurer le musée par départements. Pour cette raison, Belphégor - dieu de l'actuelle Jordanie - est entouré d'antiquités égyptiennes.
Un pavillon du Vésinet, près du lac de Croissy, sert d'extérieur à la maison de Lady Hodwin.
Le Château de Médan abrite la demeure de Boris Williams.

### Un témoignage des années 1960
Le feuilleton témoigne de la vie quotidienne du Paris des années 1960 :
- les Puces de Saint-Ouen ;
- le Louvre d'avant la Pyramide ;
- le nettoyage des façades encouragé par la loi Malraux du 4 août 1962 (à l'épisode 4 - minute 49, Gautrais et Ménardier apprécient la récente propreté de la Cour carrée, naguère noire d'une crasse séculaire) ;
- les rues bordées de petits commerces ;
- le camion du laitier, qui livre les immeubles au petit matin ;
- la conduite automobile sans ceinture de sécurité ;
- les numéros de téléphone à préfixe littéral, abolis en octobre 1963
mais dont l'usage survivra jusqu'à la fin de la décennie (RIC 28.30, aperçu sur une portière de taxi à l'épisode 2 - 0 h 12 et 1 h 7 ;
ETO 60.67 et GAL 44.04, inscrits sur un camion de dépannage à l'épisode 3 - 1 h 5 ; ETO 52.88, peint sur un mur à l'épisode 4 - 0 h 9) ;
- les intérieurs vieillots et exigus des Français moyens ;
- la mode vestimentaire, féminine (le serre-tête de Christine Delaroche ; la coiffure d'Héléna Bossis ; les robes ou jupes, aucune femme
ne portant de pantalon) comme masculine (les hommes arborent
un costume-cravate).

Le feuilleton traduit aussi les usages télévisuels de l'époque. C'est hors champ caméra que Williams étrangle Lady Hodwin. Quant à André et Colette, ce sont des amoureux très sages…

### Une ambiance unique
Les quatre épisodes baignent dans une ambiance étrange et magique, mêlant vie quotidienne non dépourvue d'humour et univers fantastique.
Une bonne partie des scènes se déroulent la nuit, ce qui leur confère un caractère onirique.
L'intrigue prend souvent place dans un cadre insolite - lieux à l'aspect figé ou endroits désaffectés :
- salles et couloirs du Louvre peuplés de statues mais vides de public, plongés dans la pénombre nocturne ;
- lieux souterrains ;
- grandes demeures isolées de banlieue ;
- commerces (boutique, marché couvert) que la nuit a rendus déserts ;
- vieux ateliers ou entrepôts ;
- Seine où scintillent les lumières de la ville ;
- voies ferrées d'une gare de triage ;
- cimetière de voitures ;
- zone industrielle aux allures de terrain vague ;
- chantier de construction au point mort.

Les éclairages particulièrement étudiés, le masque effrayant de Belphégor et la musique inquiétante contribuent à cette atmosphère surnaturelle.

### Postérité
Pendant quatre semaines, l'intrigue tient en haleine la France entière.
Certains acteurs sont interpellés dans la rue pour révéler l'identité de Belphégor. Un jeune reporter se fait enfermer au Louvre toute une nuit, sans apercevoir de fantôme.
Durant sa campagne électorale de la fin 1965, le général de Gaulle dénonce même, à propos des remous créés par la presse autour de l'affaire Ben Barka, « une espèce d'atmosphère à la Belphégor ».
La série marque profondément la mémoire collective des téléspectateurs français. Elle est vendue dans 16 pays étrangers : la Belgique, les Pays-Bas, la Suède, la Norvège, la Finlande, le Danemark, la Suisse, l'Italie, le Portugal, l'Espagne, l'Autriche, l'Allemagne de l'Ouest, la Hongrie, la Pologne, le Canada et le Japon.
Le feuilleton a ouvert la voie à la série populaire de mystère, dans laquelle allaient s'engouffrer Les Compagnons de Baal, Les jeudis de Madame Giulia, L'homme qui revient de loin, L'homme sans visage, Les compagnons d'Eleusis.
Après sa rediffusion en août et septembre 1968, il est découpé en treize épisodes diffusés en 1978 sur Antenne 2 .
Une série animée, inspirée du feuilleton, est diffusée à l'automne 2000 sur France 2. Elle est créée par Gérald Dupeyrot, réalisée par Jean-Christophe Roger, produite pour "Les Armateurs" par Mireille Roulé et dessinée par Frédéric Bézian.
Le personnage a tellement imprégné la culture française que le sobriquet de "Belphégor" est employé pour désigner les personnes portant un vêtement religieux intégriste fantomatique type niqab ou burqa.
Les camions Citroën 350-850 types N et P seront désignés sous le nom de "Belphégor".
Les locomotives prototypes 060GA 1 et 2 (puis CC 80001 et 80002) sont également surnommées "Belphégor".

## DVD
En France le feuilleton est produit deux fois sur DVD, en « zone 2 Pal » :
- Belphégor (coffret 2 DVD en 4 épisodes), sorti le 18 avril 2001 chez TF1 Vidéo[7]. En supplément à l'historique qui dure quelque 4 minutes sont jointes une biographie de Claude Barma et la filmographie des acteurs[8].
- Belphégor (coffret 2 DVD en 4 épisodes), sorti le 5 février 2014 chez TF1 Vidéo. Il s'agit de l'édition précédente présentée dans un emballage différent[9].

### Adaptations cinématographiques
- Belphégor réalisé par Henri Desfontaines en 1927.
- La Malédiction de Belphégor, film de Georges Combret et Jean Maley, sorti en 1966.
- Belphégor, le fantôme du Louvre réalisé par Jean-Paul Salomé en 2000.